# تومي كوركوران
تومي كوركوران (بالإنجليزية: Tommy Corcoran)‏ هو لاعب كرة قاعدة أمريكي، ولد في 4 يناير 1869 في نيو هيفن في الولايات المتحدة، وتوفي في 25 يونيو 1960 في Plainfield, Connecticut ‏ في الولايات المتحدة.

## وصلات خارجية
- تومي كوركوران على موقعبيزبول رفرنس.كوم (الدوري الرئيسي) (الإنجليزية)
- تومي كوركوران على موقعبيزبول رفرنس.كوم (الدوري الثانوي) (الإنجليزية)